# Werner Silfverskiöld
Werner Silfverskiöld, född 18 september 1918 i Stockholm, död 30 september 2010, var en svensk läkare och psykiater.
Silfverskiöld, som var son till direktör Per-Olof Silfverskiöld och Jekaterina de Godima, avlade studentexamen i Sigtuna 1936, blev medicine kandidat vid Lunds universitet 1941 och medicine licentiat vid Uppsala universitet 1951. Han var vikarierande underläkare på Beckomberga sjukhus samt psykiatriska kliniker på olika lasarett 1943–1949, andre läkare på S:t Lars sjukhus i Lund 1950–1952, amanuens och underläkare vid psykiatriska kliniken på Lunds lasarett 1952–1957 och överläkare vid psykiatriska avdelningen på Halmstads lasarett sedan 1957. Han författade skrifter i psykiatri.
Silfverskiöld intresserade sig för praktisk behandling av fobier och traumatiska minnen enligt principen "Emotion Eradication". Han beskrev behandlingsformen 1993 i boken Emotion-extinction treatment: a form of instant psychotherapy : a new psychological and psychiatric principle och gav 2009 ut i mer populärvetenskaplig form boken Hur du kan bota dig själv på nolltid från flygskräck och traumatiska upplevelser.